# Szokuon
A szokuon (促音; Hepburn: sokuon) japán írásjel, melyet a hiraganában a っ, a katakanában a ッ írásjeggyel jelölnek. További nevei még csiiszai cu (小さいつ) vagy csiiszana cu (小さなつ), azaz „kis cu”, mivel a cu kana írásjegyeket használják, kisebb változatban. Írása és vonássorrendje is megegyezik a cu kanáéval, csak a mérete kisebb. A szokuon fő feladata a kettőzött mássalhangzók jelölése.

## Használata
A szokuont leginkább arra használják, hogy a kettőzött mássalhangzókat jelöljék vele. A mássalhangzó-kettőzésnek a japán nyelvben jelentésmegkülönböztető szerepe is van. A szokuon az utána követő kana első mássalhangzóját kettőzi meg, ez alól a kivétel a cs. 
Példák:
- Pocky: japán édesség, melyet katakanával így írnak le: ポッキー 
ポ po
ッ (szokuon)
キ ki
ー (csóonpu)
Hepburn-átírással pokkī, magyaros átírással pokkii; a szokuon itt a ki szótag mássalhangzóját kettőzi meg.
- 待って (matte), a 待つ (macu, „várni”) ige te alakja: 
待 ma (kandzsi)
っ (szokuon)
て te
A latin betűs átírásban (matte), a szokuon az első t-betűt jelöli.
- こっち (kotcsi, „itt”):
こ ko
っ (szokuon)
ち csi
Bár a szokuont megelőző szótag cs betűvel kezdődik az átírásban, a szokuon itt t-t fog jelölni, mert az átírás a [t͡ɕ] hangot (zöngétlen fogmeder-szájpadlás zár-réshang) jelöli, így a szokuon valójában a [t] hangot kettőzi meg.

A szokuont nem használják szó elején, magánhangzók előtt, illetve olyan kanák előtt, amelyek n, m, r, v vagy j mássalhangzókkal kezdődnek (ahol szükség van betűkettőzésre, például kölcsönzött idegen szavaknál, ott a ン, ム, ル, ウ és イ kanákat használják). Általában zöngés mássalhangzók (g, z, d, b) és h előtt sem használatos, kivéve átvett szavaknál, torzított beszéd jelölésekor vagy egyes dialektusokban.
Hirtelen megszakított (például dühös vagy meglepett) beszéd esetén a szokuont használják mondat végén glottális stop (IPA [ʔ] jelölésére.
A nemzetközi fonetikai ábécében a szokuont vagy kettősponttal, vagy megkettőzött mássalhangzóval jelölik:
- kite (来て, „jön”) – /kite/
- kitte (切手, „postabélyeg”) – /kitːe/ vagy /kitte/
- aszari (あさり, „kagyló”) – /asaɾi/
- asszari (あっさり, „könnyen”) – /asːaɾi/ vagy /assaɾi/

A szokuon egy morát jelöl, így például a Nippon (Japán) szó bár két szótagból áll, négy morát jelöl: ni-p-po-n.

## Fordítás
- Ez a szócikk részben vagy egészben  a   Sokuon című angol Wikipédia-szócikk fordításán alapul.  Az eredeti cikk szerkesztőit annak laptörténete sorolja fel. Ez a jelzés csupán a megfogalmazás eredetét és a szerzői jogokat jelzi, nem szolgál a cikkben szereplő információk forrásmegjelöléseként.